# Vienna Open 2003 - Qualificazioni singolare
Le qualificazioni del singolare al Vienna Open 2003 sono state un torneo di tennis preliminare per accedere alla fase finale della manifestazione. I vincitori dell'ultimo turno sono entrati di diritto nel tabellone principale. In caso di ritiro di uno o più giocatori aventi diritto a questi sono subentrati i lucky loser, ossia i giocatori che hanno perso nell'ultimo turno ma che avevano una classifica più alta rispetto agli altri partecipanti che avevano comunque perso nel turno finale.
Le qualificazioni del torneo Vienna Open 2003 prevedevano 16 partecipanti di cui 4 sono entrati nel tabellone principale.

## Teste di serie
1. Karol Beck (Qualificato)
2. Lars Burgsmüller (ultimo turno)
3. John van Lottum (ultimo turno)
4. Tomas Behrend (primo turno)

1. Davide Sanguinetti (Qualificato)
2. Werner Eschauer (primo turno)
3. Alexander Waske (Qualificato)
4. Stefano Pescosolido (Qualificato)

## Qualificati
1. Karol Beck
2. Alexander Waske

1. Davide Sanguinetti
2. Stefano Pescosolido

## Tabellone

### Legenda
| - Q = Qualificato - WC = Wild card - LL = Lucky loser | - ALT = Alternate - SE = Special Exempt - PR = Protected Ranking | - w/o = Walkover - r = Ritirato - d = Squalificato |

### Sezione 1
|  | Primo turno | Primo turno       | Primo turno     | Primo turno | Primo turno |  |  | Ultimo turno | Ultimo turno      | Ultimo turno | Ultimo turno | Ultimo turno |  |
|  |             |                   |                 |             |             |  |  |              |                   |              |              |              |  |
|  | 1           | Karol Beck        | Karol Beck      | 7           | 6           |  |  |              |                   |              |              |              |  |
|  |             | Daniel Köllerer   | Daniel Köllerer | 5           | 3           |  |  | 1            | Karol Beck        | 4            | 7            | 6            |  |
|  |             | Michel Kratochvil | 4               | 6           | 6           |  |  |              | Michel Kratochvil | 6            | 65           | 4            |  |
|  | 6           | Werner Eschauer   | 6               | 1           | 2           |  |  |              |                   |              |              |              |  |

### Sezione 2
|  | Primo turno | Primo turno      | Primo turno      | Primo turno | Primo turno |  |  | Ultimo turno | Ultimo turno     | Ultimo turno | Ultimo turno | Ultimo turno |  |
|  |             |                  |                  |             |             |  |  |              |                  |              |              |              |  |
|  | 2           | Lars Burgsmüller | Lars Burgsmüller | 6           | 6           |  |  |              |                  |              |              |              |  |
|  |             | Jan Vacek        | Jan Vacek        | 3           | 2           |  |  | 2            | Lars Burgsmüller | 6            | 64           | 2            |  |
|  | 7           | Alexander Waske  | 7                | 3           | 7           |  |  | 7            | Alexander Waske  | 3            | 7            | 6            |  |
|  |             | Graydon Oliver   | 5                | 6           | 63          |  |  |              |                  |              |              |              |  |

### Sezione 3
|  | Primo turno | Primo turno        | Primo turno        | Primo turno | Primo turno |  |  | Ultimo turno | Ultimo turno       | Ultimo turno       | Ultimo turno | Ultimo turno |  |
|  |             |                    |                    |             |             |  |  |              |                    |                    |              |              |  |
|  | 3           | John van Lottum    | John van Lottum    | 7           | 6           |  |  |              |                    |                    |              |              |  |
|  |             | Tomáš Zíb          | Tomáš Zíb          | 5           | 2           |  |  | 3            | John van Lottum    | John van Lottum    | 2            | 2            |  |
|  | 5           | Davide Sanguinetti | Davide Sanguinetti | 6           | 6           |  |  | 5            | Davide Sanguinetti | Davide Sanguinetti | 6            | 6            |  |
|  |             | Jiří Vaněk         | Jiří Vaněk         | 1           | 3           |  |  |              |                    |                    |              |              |  |

### Sezione 4
|  | Primo turno | Primo turno         | Primo turno         | Primo turno | Primo turno |  |  | Ultimo turno | Ultimo turno        | Ultimo turno | Ultimo turno | Ultimo turno |  |
|  |             |                     |                     |             |             |  |  |              |                     |              |              |              |  |
|  |             | Giorgio Galimberti  | Giorgio Galimberti  | 6           | 7           |  |  |              |                     |              |              |              |  |
|  | 4           | Tomas Behrend       | Tomas Behrend       | 4           | 5           |  |  |              | Giorgio Galimberti  | 7            | 4            | 2            |  |
|  | 8           | Stefano Pescosolido | Stefano Pescosolido | 6           | 6           |  |  | 8            | Stefano Pescosolido | 5            | 6            | 6            |  |
|  |             | Konstantin Gruber   | Konstantin Gruber   | 3           | 4           |  |  |              |                     |              |              |              |  |